# 花東あず咲
花東 あず咲（かとう あずさ、1987年9月9日 - ）は、日本の女性声優、舞台女優、看護師。愛知県名古屋市出身。プランダス所属。旧芸名はかとう あずさ。

## 来歴
2010年、第4回81オーディションで、小学館賞受賞。
円・演劇研究所37期。2014年からテアトル・エコー放送映画部に所属していた。

## 人物
特技は名古屋弁。趣味はヨガ、ピラティス、創作料理、落語鑑賞、演劇鑑賞、狛犬鑑賞、歌唱（ミュージカルソング、昭和歌謡）。
2011年に看護師国家試験を通過。同年春から都内の病院への就職のために上京した。東日本大震災直後の入職だったため、被災者家族の看護にあたった。病院はすぐに退職してしまったが、声優活動を行う傍らで副業で派遣看護師として働いている。

## 出演

### 劇場アニメ
- 劇場版イナズマイレブン 最強軍団オーガ襲来（2010年、少年A）

### ゲーム
- ZOOKEEPER : Blast Quest（2021年）

### 吹き替え

#### 映画
- 12人のパパ（フェリシア）
- ターミネーター2 オリジナル版（サラの孫娘）
- トーゴー
- ノー・ウェイ・アウト（英語版）（シルビア、イザベラ）
- 美女と野獣
- フィアー・ドット・コム
- マペットのホーンテッドマンション（ベバリー、ヨランダ、モンスター、トマト女）
- ミリオンダラー・アーム（リゼット）

#### ドラマ
- アー・ユー・アフレイド・オブ・ザ・ダーク?（レイチェルの母[10]） ※2019年リバイバル版
- 愛の温度
- アレクサ&ケイティ
- ヴァイキング 〜ヴァルハラ〜
- 狼の食卓（ヴァル）
- 風と雲と雨（ソンファ）
- グッド・ファイト
- クルーエル・サマー
- コブラ会（シャノン）
- ザ・テラー（ジロウ）
- サファリ大冒険へGO!!（ジェニー）
  - サファリ大冒険へGO!!GO!!（ジェニー）
  - 水のいきものワールドへGO!!（ジェニー）
- The OA（サム少年、ジェイ）
- SICKNOTE 〜診断書で人生復活?!〜（バネッサ）
- 私立探偵マグナム
- スタートアップ: 夢の扉
- ダイアグノーシス
- ダイエットランド
- 飛べないアヒル -ゲームチェンジャー-
- パージ  シーズン 2（ヴィヴィアン）
- バッドランド〜最強の戦士〜
- ハンムラビ法廷〜初恋はツンデレ判事!?〜（イ・ドヨン〈イ・エリヤ〉）
- フィアー・ザ・ウォーキング・デッド
- 被告人（ミンギョン、チャ・ウンス）
- ボーイフレンド（ク・ウンジン）
- 魔女たちの楽園〜二度なき人生〜（ナ・ヘリ〈パク・アイン〉）
- マペット大集合!（カリーナ）
- めちゃくちゃ恋するハンターズ

#### テレビ番組
- CALI K9: どんな犬でもしつけます
- Mr.クリスマスのインテリア大改造

#### アニメ
- アバローのプリンセス エレナ（マリソル先生、観客女性、スズメバチ）
- アヒルのラッキー
- ウィスカー・ヘイブン 〜ロイヤルペットものがたり〜（リリー）
- おとぎのもりのゴールディとベア（こえだ、ジャックホーナー、かわいいノルム）
- キャッチ!ティニピン（レナ[11]、女の子）
- ザ・ビーチバディ （ポンポン、マダム・マカカ 他）
- しゅつどう!パジャマスク
- スーパーウィングス（カトリーナ、アーチー）
- ソウルフル・ワールド（アロヨ校長[12]）
- ちいさなプリンセス ソフィア（ファルナス王妃、植木売りのオバチャン、紫の空飛ぶ子像、子供）
- チクタクタウン（ロプシルー）
- バービー: プリンセス・パワー（ギャビー）
- ブンブン・タカコとブーブー・ヒューバート（ジェニファー）
- ヘルプスターズがお助け
- ボージャック・ホースマン（ゾーイ、アドバイザー）
- マイリトルポニー: 新しい世界（フィリスクローバーリーフ[13]）
- マイリトルポニー: おはなし聞かせて（フィリスクローバーリーフ）
- モアナと伝説の海（話し合う村人）
- モンスター・ハイ:よーい!カメラ!アクション!（ペクトラ・ヴォンダーガイスト）
- ライオン・ガード
- ロケッティア（ローガン少年、ポリーポリーさん 他）
- わたしたち、ララループシー!（ベリー）

### ボイスオーバー
- アラスカの獣医さん
- オーバーホール
- CALI K9: どんな犬でもしつけます
- 完全犯罪のレシピ
- ダイアグノーシス
- 地球ドラマチック
  - ガラクタ・オーケストラの挑戦
  - レイチェルの旅レシピ
- ディスカバリーチャンネル
  - アニマルプラネット
  - ワイルドフランク メキシコ（マヤ人の奥さん）
- Mr.クリスマスのインテリア大改造
- ミリタリーモーターズ
- 名車再生
- ワイルドフランク

### ナレーション
- アバローのプリンセス エレナ 予告編 大切な思い出
- アバローのプリンセス エレナ 予告編 ソフィアのペンダント
- 花不棄〈カフキ‐運命の姫と仮面の王子 メイキング映像
- 環境再生保全機構公式動画チャンネル喘息吸入薬動画
- ミニーのハッピーヘルパー

### オーディオブック
- ナイルに死す（ロザリー・オッタボーン）
- 東京ガス Furomimi「おふろであそぼ」（ミミ[14]）
- いつもの自分がやらないほうをやってみる
- しょうがの味は熱い
- 半径5メートルの野望
- 美女養成講座 眩しく輝く私になる方法

### 舞台
- 黒い空とふたりと（大久保）
- 作者を探す六人の登場人物（少年）
- サンドアートアニメーション朗読（語り手、魔女）
- 十一ぴきのネコ（にゃん次）
- ヂアロオグ・プランタニエ（対話）（由美子）
- わが町（ウェブ夫人）

### その他コンテンツ
- キネコ国際映画祭（ライブシネマ出演[15]）